# St. Magdalena (Kempten)

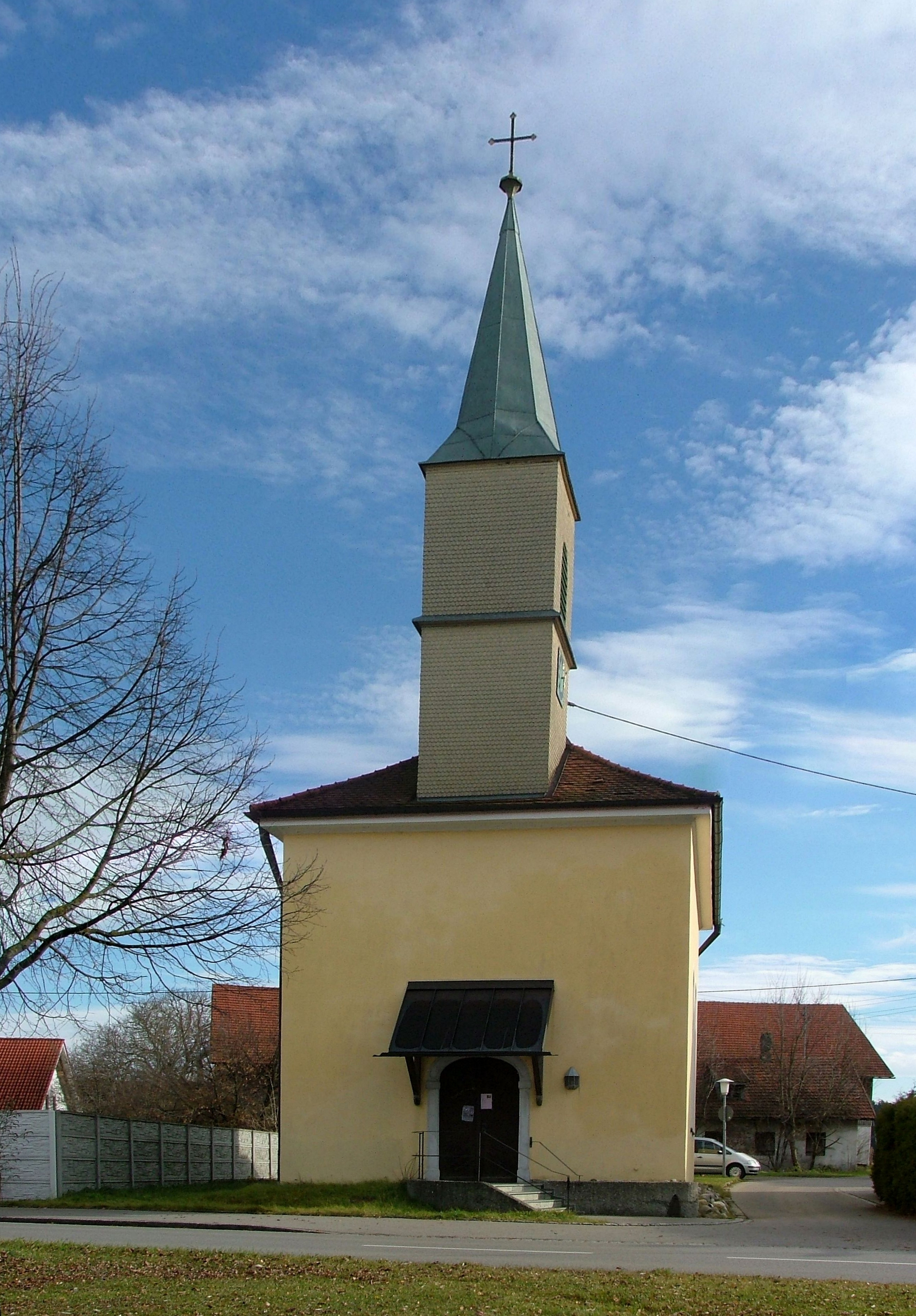
Kapelle St. Magdalena in Hirschdorf

St. Magdalena ist eine Dorfkapelle in Hirschdorf, einem Ortsteil von Kempten (Allgäu). Die unter Fürstabt Honorius Roth von Schreckenstein im Jahr 1774 fertiggestellte Kapelle wurde 1830 nach einem Brand wiederhergestellt. Vom Aufbau ähnelt St. Magdalena stark der Mariä-Heimsuchungs-Kapelle auf dem Mariaberg. In dem denkmalgeschützten Kirchenbau feiert die russisch-orthodoxe Gemeinde ihre Gottesdienste.

## Beschreibung
Das einschiffige Langhaus mit einer Flachtonne hat ausgerundete Ostecken. Östlich des halbrund geschlossenen, eingezogenen Chors befindet sich ein Sakristeianbau. Auf der nordwestlichen Seite befindet sich ein Dachreiter.
Vor einem retabelartig an den Chorschluss stuckierten Gesims und Volutenbändern steht ein klassizistischer Altar aus der Zeit um 1790, der eine Kreuzigungsgruppe aus dem Jahr 1774 enthält. Diese Kreuzigungsgruppe mit der Darstellung Marias, Johannes’ und Magdalenas wurde Ignaz Wilhelm Verhelst zugeschrieben.
In den Nischen neben dem Chorbogen stehen weißgefasste Figuren der heiligen Sebastian und Vitus, die wohl aus dem Jahr 1774 stammen. An der östlichen Außenwand der Sakristei ist ein kreisrundes Sandsteinrelief mit Christuskopf zu erkennen, das womöglich aus dem 14. Jahrhundert stammt.
Kleine Glasfenster zeigen das Wappen und Porträt des Fürstabts Honorius Roth von Schreckenstein.